# Alexandre Pichkine
Alexandre Pichkine (en russe : Aleksandr Pyshkin, en anglais : Alexander Pyshkin), né le 13 avril 1987 à Saint-Pétersbourg, est un handballeur international russe.

## Biographie

### En club

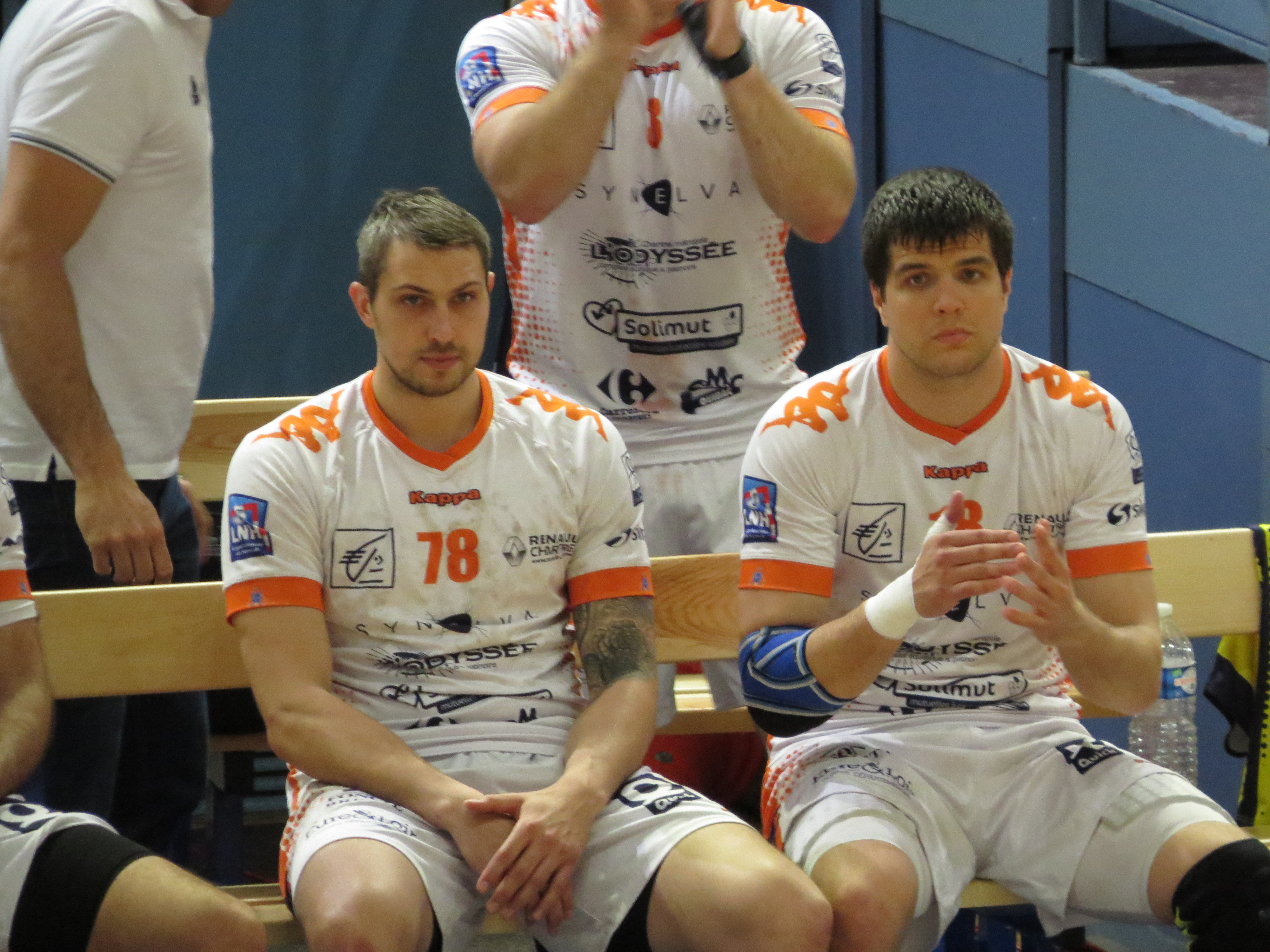
Koudinov (à d.) convainc Pichkine (à g.) de venir à Chartres.

Né à Saint-Petersbourg, dans une famille de handballeurs, Alexander Pyshkin vit et joue sur les bords de la Neva, dans l'ancienne capitale russe, durant ses 28 premières années. En club, il dispute la Coupe d'Europe chaque année depuis 2010, sous les couleurs de l'Univ-Neva Saint-Petersbourg, sa ville de naissance. Mais que ce soit en Ligue des champions, compétition dans laquelle il marque 68 buts en quatre éditions (21 en 2012-2013), ou en Coupe EHF, le club ne franchit jamais la phase de groupes,.
En 2015, il rejoint le Chartres MHB 28, promu en LNH, et s'engage pour deux ans. Il n'a alors jamais quitté sa ville natale de Saint-Petersbourg. C'est son ami Sergey Kudinov, arrivé à Chartres à l'été 2014, qui le convainc de tenter l'aventure en France. Il arrive comme successeur de Rudy Nivore au poste de pivot. Le néo-Chartrain confesse deux objectifs : « aider le club à se maintenir en D1 et disputer les Jeux olympiques ».
Début novembre 2016, laissé libre de quitter l'effectif chartrain car n'entrant pas dans les plans de Jérémy Roussel, Pichkine s'engage comme joker médical avec le Tremblay-en-France Handball.

### En sélection

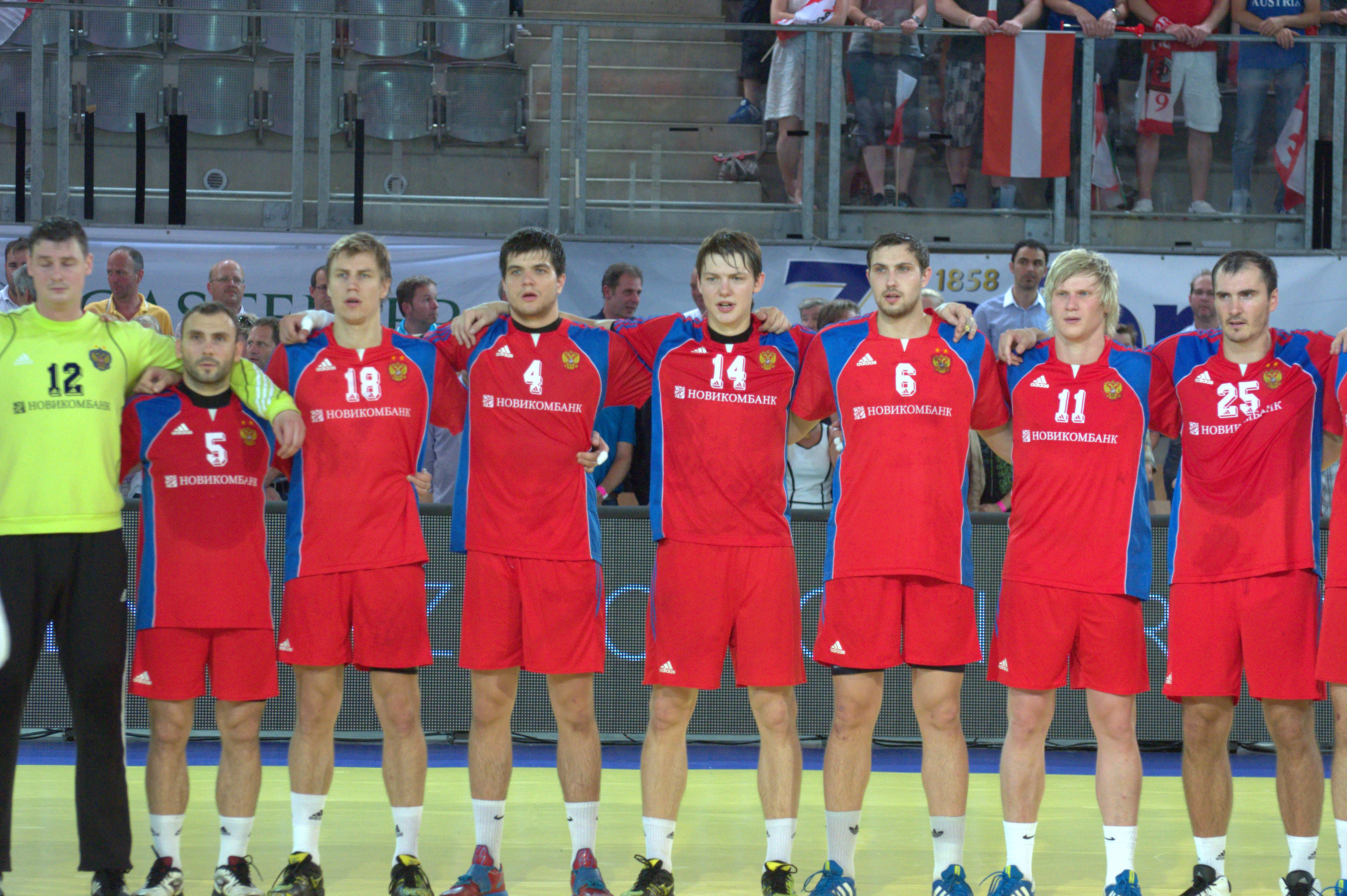
Pichkine (n°6) en juin 2013 avec la Russie.

Alexander Pyshkin connaît sa plus belle aventure avec la Russie au Mondial 2013 avec un inattendu quart de finale, perdu d'un but contre la Slovénie.
Durant l'Euro 2014, il marque 8 réalisations à 89 % de réussite.
Pyshkin joue le Mondial 2015. Derrière le pilier Mikhail Chipurin, il fait figure de deuxième pivot. En sept matches, il marque 7 buts, dont 4 en match de classement face la Bosnie et son futur coéquipier, gardien du CMHB28, Nebojsa Grahovac. En avril 2015, il affiche une cinquantaine de sélections.

## Style de jeu
Lors de son arrivée au Chartres MHB 28, le président Philippe Besson annonce : « C'est un gros défenseur et un joueur déjà mature, qui possède l'expérience du plus haut niveau ». Pascal Mahé, l'entraîneur du CMHB28, continue : « Physiquement, c'est très solide. Après, il n'est pas maladroit non plus dans le duel tireur - gardien. Et il a donc cet avantage de pouvoir être utilisé des deux côtés du terrain ».

## Palmarès
Avec le Saint-Pétersbourg HC, il est cinq fois vice-champion de Russie (2010 à 2014), après cinq défaites en finale de D1 contre le Medvedi Tchekhov.
En équipe de Russie, il termine 7e du Mondial 2013, 9e de l'Euro 2014 et 19e du Mondial 2015.